# Cappella Colleoni
Cappella Colleoni (Colleonijeva kapela) je renesančna kapela z mavzolejem v bližini bazilike Marije Snežne v Bergamu v severni Italiji.
Posvečena je svetnikom Jerneju, Marku in Janezu Krstniku. Zgrajena je bila med letoma 1472 in 1476 kot osebno svetišče za kondotjerja Bartolomea Colleonija, člana ene najpomembnejših družin v mestu, in njegovo ljubljeno hčerko Medejo.  Izbrana je bila zakristija bližnje cerkve Marije Snežne, ki so jo zaradi gradnje porušili Colleonijevi vojaki.
Zasnova je bila zaupana arhitektu Giovanniju Antoniu Amadeu. Njegov načrt je upošteval slog cerkve, kot je razvidno iz osmerokotnega tamburja kupole in lanterne ter pri uporabi večbarvnega marmorja.

## Opis
Amadeo je izdelal arhitekturno mojstrovino, ki se ujema z baziliko v osmerokotnem tamburju kupole in lanterni. Izbira površine in večbarvni marmor posnemata verando Giovannija da Campioneja, poveličujeta značilnosti mavzoleja, hkrati pa je zgradba primerna za liturgična praznovanja.
Mojstrovina Giovannija Antonia Amadea je odlično izdelana s kompozitnim navdihom, trdno zakoreninjenim v srednjem veku, a z obliko lombardske renesanse, ki se zaključi z dodatki v slogu baročnega manierizma. .
Za fasado so značilne intarzija in večbarvne marmorne dekoracije v belih, rdečih in črnih rombih. Nad glavnim portalom je rozeta z dvema medaljonoma s portretom Julija Cezarja in Trajana.
Zgornji del prizemlja ima devet plošč z reliefi bibličnih zgodb in štiri ploske reliefe, ki prikazujejo Heraklejeva dela. Na štirih pilastrih oken na bočni strani portala so kipi kreposti. Zgornji del fasade ima ložo v romanskem slogu.
V notranjosti sta kvadratna dvorana in manjša soba z glavnim oltarjem. Grobnica Bartolomea Colleonija (ki je umrl 2. novembra 1475) je na steni nasproti vhoda. Okrašena je z reliefi, ki prikazujejo dogodke iz Kristusovega življenja, kipi, glavami levov in konjeniškim kipom kondotjerja iz pozlačenega lesa, nemških mojstrov iz Nürnberga, narejen leta 1501. Celoten kompleks je obdan s slavolokom.
Amadeo je sam izdelal nagrobni spomenik za Medejo Colleoni (umrla je 6. marca 1470), ki je na levi steni s kipom Snemanje s križa v visokem reliefu. Grobnica je bila sem preseljena leta 1892 iz Urgnana.
V prezbiteriju je visok oltar, ki ga je izdelal Bartolomeo Manni leta 1676, s kipi treh svetnikov, katerim je posvečena kapela, Janezu, Marku in Jerneju, delo Pietra Lombarda. Zgornji venec podpirata Salomonova stebra. Oltarno menzo, delo Leopolda Pollacka, podpirata angela, ki ju je izrezljal Grazioso Rusca.
Opazne so freske v kupoli, ki prikazujejo dogodke iz življenja svetega Marka, Janeza Krstnika in Jerneja, ki jih je izdelal Giovanni Battista Tiepolo v letih 1732–1733.

## Ostanki Bartolomea Colleonija
Stoletja je veljalo prepričanje, da je bil kondotjer pokopan drugje, saj je bil sarkofag prazen. 21. novembra 1969 pa so v Colleonijevi grobnici odkrili leseno krsto, skrito pod mavčnim pokrovom.